# 天主教薩卡特科盧卡教區
天主教薩卡特科盧卡教區（拉丁語：Dioecesis Zacatecolucana）是薩爾瓦多一個羅馬天主教教區，屬聖薩爾瓦多總教區。
教區成立於1987年5月5日，包括拉巴斯省和聖維森特省南部。2010年有教友283,000人（佔轄區總人口84.2%）、卅二個堂區、五十一名司鐸。現任教區主教為厄里亞·薩慕爾·博拉尼奧斯·阿韋拉爾。